# Schutsluis Hengelo
De Schutsluis Hengelo of soms ook sluis De Waarbeek is een van de drie schutsluizen in het Twentekanaal, dat hier CEMT-klasse IV heeft. Deze sluis bij Hengelo (Overijssel) heeft met 9 meter het grootste verval van de drie. De schutkolk is 12 meter breed en 140 meter lang, met een nuttige schutlengte van 133 meter.
De drempeldiepte bij de bovendeur is 3,8 meter onder kanaalpeil. De benedenzijde is uitgevoerd met hangroldeuren met een middenafdichting en is daarmee naar verluidt de enige in Nederland met dit type deuren. De bovendeur is een meer gebruikelijke hefdeur. Het grootste schip dat tot nog toe in Hengelo werd geschut had een laadvermogen van 2300 ton.
De schutsluis Hengelo is een rijksmonument en onderdeel van sluiscomplex "De Waarbeek", dat als geheel eveneens een rijksmonumentale status heeft.

## Uitvoering
De sluiskolk is geheel opgetrokken uit beton, met een bodemdikte van 2,5 meter terwijl de zijwanden aan de onderkant 3 meter dik zijn en naar boven toe verjongen tot een dikte van 1 meter. Dit geheel wordt gedragen door een fundering van een 2000 betonnen heipalen.

### Deuren
De roldeuren aan de benedenzijde zijn elk voorzien van drie schuiven die per stuk circa anderhalf ton wegen. Elke deur weegt in zijn geheel, inclusief de schuiven, ongeveer 30 ton.
De hefdeur aan de bovenzijde heeft geen schuiven en weegt 28,7 ton. De contragewichten in de torens wegen samen 28,5 ton. Voor het heffen kan daarom worden volstaan met relatief lichte elektromotoren.

### Gemaal
Omdat het bovenpand van het kanaal na circa 5 kilometer in Enschede doodloopt is de sluis voorzien van een gemaal dat het bij het schutten verbruikte water weer terug pompt. Vanwege het hoge verval in de toch vrij forse schutkolk wordt bij het schutten circa 15.120 m³ water verbruikt, hetgeen op het relatief korte kanaalpand Hengelo - Enschede een niveaudaling van ongeveer 5 centimeter tot gevolg zou hebben.
Om dit water terug te pompen is het gemaal uitgevoerd met drie centrifugaalpompen die elk worden aangedreven door een M.A.N. dieselmotor met een vermogen van 289 kW (bij 1850 tpm). De pompen hebben hiermee een wateropbrengst van 2 m³ per seconde. Op volle kracht heeft het gemaal dus bijna drie kwartier nodig om één schutting te compenseren. Het schutten zelf duurt 10 tot 15 minuten, maar dat is exclusief de tijd voor het in- en uitvaren van de schepen.
Afgezien van het water dat bij het schutten verloren gaat, werd er water aan het bovenpand onttrokken voor de drinkwatervoorziening van Enschede, maar sinds de grote brand bij Vredestein in 2003 is de functie drinkwatervoorziening niet meer van toepassing, daar de waterkwaliteit niet meer voldoet aan de eisen. Dit moest destijds ook deels door het gemaal gecompenseerd worden (en deels door toevoer vanuit beken en sloten die op het kanaal uitmonden).
De sluis heeft geen aflaatwerk (Delden en Eefde hebben dit wel). Indien in natte periodes toch wateroverschot moet worden afgevoerd dan gebeurt dat gewoon via de sluis zelf.

## Galerij

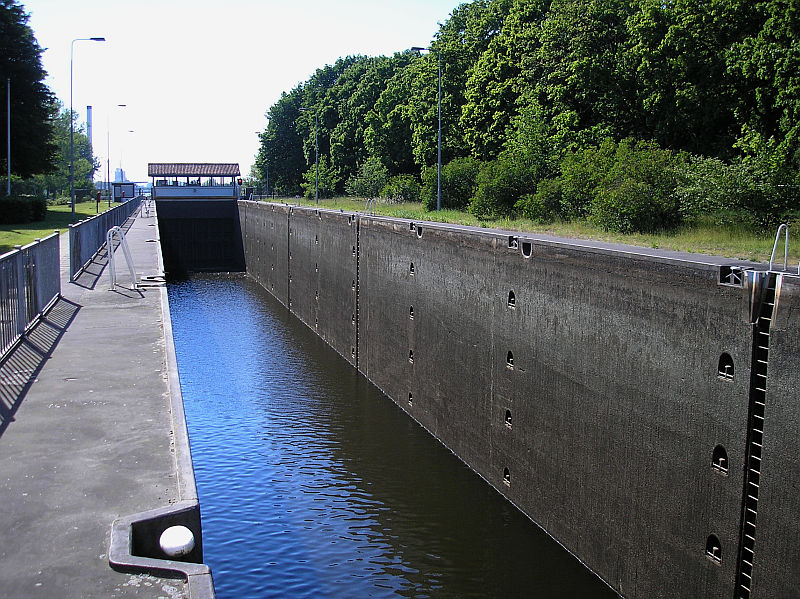
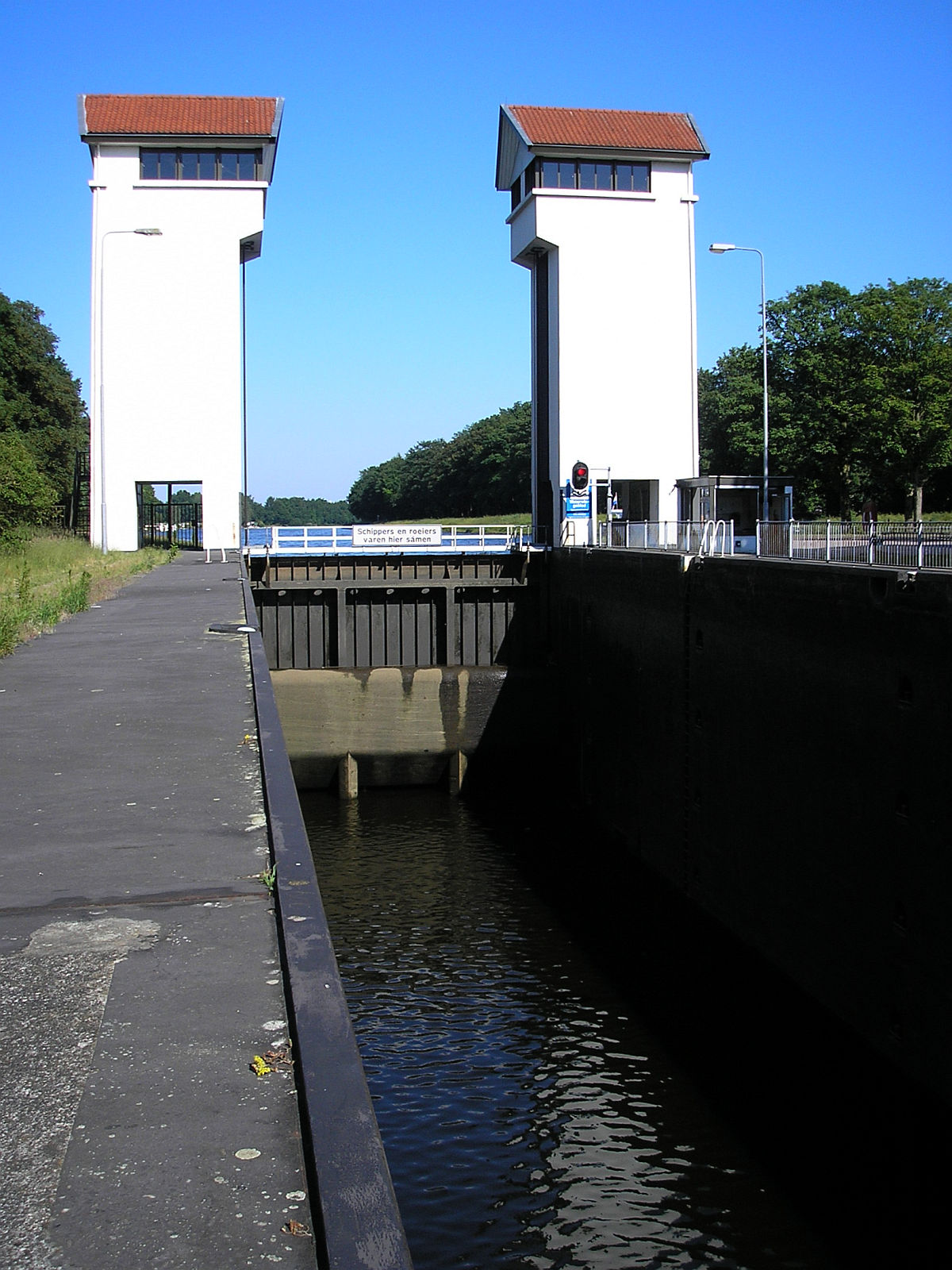
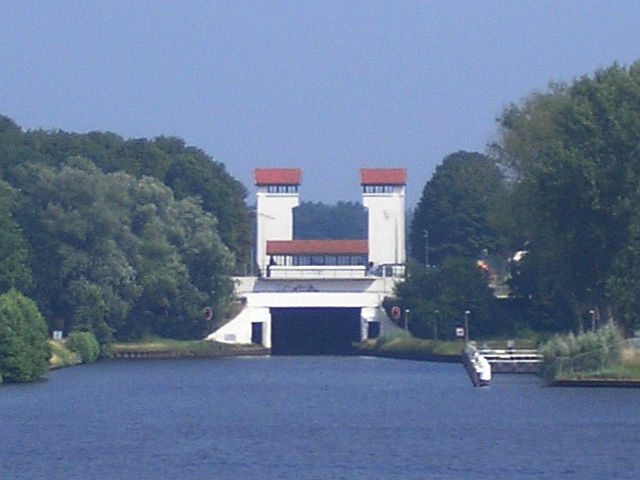